# Francisco Demetrio Sánchez Betancourt
Francisco Demetrio Sánchez Betancourt (Cumaná, 6 settembre 1976) è un ex nuotatore venezuelano, specializzato negli stili libero e nella farfalla.
Ha rappresentato il Venezuela ai Giochi olimpici estivi di Atlanta 1996, dove ha la finale dei 50 e 100 m stile libero e Sydney 2000. A quest'ultima edizione fu alfiere durante la cerimonia d'apertura.

## Palmarès
- Mondiali in vasca corta

Rio de Janeiro 1995: oro nei 50m sl e bronzo nei 100m sl.
Göteborg 1997: oro nei 50m sl e nei 100m sl.
- Giochi panamericani

Mar de la Plata 1995: bronzo nella 4x100m sl.
Winnipeg 1999: oro nei 100m farfalla e bronzo nella 4x100m sl.